# Black Dog (chanson)
Pour le film de Kevin Hooks, voir Black Dog.
Singles de Led Zeppelin
Immigrant Song / Hey Hey What Can I Do
(1970) Rock and Roll / Four Sticks
(1972)
Pistes de Led Zeppelin IV
Rock and Roll
(2)
Black Dog est une chanson de Led Zeppelin tirée de l'album Led Zeppelin IV, sorti en 1971. Elle est le premier single de l'album, sorti le 2 décembre 1971, avec en face B Misty Mountain Hop. Elle se classe à la quinzième place dans les charts US.
En 2003, elle se classe 294e dans le classement des meilleures chansons de tous les temps établi par le magazine Rolling Stone.
Black Dog tire son nom d'un labrador noir errant qui vient souvent rendre visite au groupe pendant les séances d'enregistrement de l'album à Headley Grange (une bâtisse située à Headley, un petit village du sud de l'Angleterre où ils sont basés avec le studio mobile des Rolling Stones). Le groupe ne lui a donné aucun nom, si ce n'est « chien noir ». Cependant, rien dans les paroles de la chanson ne fait référence à un chien noir.
Le célèbre riff est trouvé par John Paul Jones. Pour ce qui est de l'arrangement vocal, pour le moins particulier, Page reconnaît tardivement qu'il a été influencé par une chanson de Fleetwood Mac, Oh Well, parue sur l'album Then Play On en 1969.
Le bruit au début provient de la Gibson Les Paul de Jimmy Page sur une pédale wah-wah.

## Classements
| Classement (1971–1972)             | Meilleure position |
| ---------------------------------- | ------------------ |
| Allemagne (Media Control AG)       | 22                 |
| Australie (Go-Set National Top 40) | 9                  |
| Australie (Kent Music Report)      | 10                 |
| Belgique (Flandre VRT Top 30)      | 29                 |
| Canada (100 Singles)               | 11                 |
| Canada (CHUM)                      | 14                 |
| États-Unis (Billboard Hot 100)     | 15                 |
| États-Unis (Cash Box)              | 9                  |
| États-Unis (Record World)          | 10                 |
| France (SNEP)                      | 18                 |
| Nouvelle-Zélande (RIANZ)           | 10                 |
| Pays-Bas (Nederlandse Top 40)      | 22                 |
| Pays-Bas (Single Top 100)          | 20                 |
| Suisse (Schweizer Hitparade)       | 6                  |

| Classement (2007)                        | Meilleure position |
| ---------------------------------------- | ------------------ |
| États-Unis (Billboard Hot Digital Songs) | 64                 |
| Royaume-Uni (UK Singles Chart)           | 119                |

## Reprises
Black Dog a été reprise par Steve 'N' Seagulls en 2015 sur leur album Farm Machine.

## Performances en publique
« Black Dog » devient un élément essentiel des concerts de Led Zeppelin. La chanson est jouée pour la première fois au Ulster Hall de Belfast le 5 mars 1971, un concert qui comprend également la première interprétation en direct de « Stairway to Heaven »[18]. Elle est conservée lors de chaque tournée jusqu'en 1973. En 1975, elle est utilisée comme medley en rappel avec « Whole Lotta Love », mais n'est pratiquement pas utilisée lors de la tournée américaine du groupe en 1977. Elle est rappelée pour le festival de Knebworth en 1979 et la tournée européenne de 1980. Pour ces derniers concerts de 1980, Page a présenté la chanson depuis la scène. « Black Dog » est joué par Led Zeppelin pour la dernière fois lors du Ahmet Ertegun Tribute Concert en 2007.